# Liam Lynch
Liam Lynch (Petersburg, Virginia, 5 september 1970) is een Amerikaans artiest. Naast een gerespecteerd komiek is hij ook gitarist, filmmaker, schrijver en producer.
Lynch ontmoette op jonge leeftijd Matt Crocco, met wie hij later de populaire The Sifl and Olly Show (volledig bestaand uit sokpoppen) voor MTV zou maken. In hun jonge jaren voerden Lynch en Crocco voor elkaar sketches uit om de tijd te verdrijven. Familie en vrienden kregen zelfgemaakte videobanden in handen gedrukt waarop de twee hun humoristische uitspatting hadden vastgelegd.
Nog maar amper twintig jaar oud waren verhalen en gedichten van Lynch al meermalen gepubliceerd. Hij hield zich ook veel bezig met het opnemen van muziek en het werken in studio's in Nashville. Op zijn 26e verhuisde hij naar Engeland, waar hij mocht studeren op het prestigieuze Liverpool Institute for Performing Arts. Deze school was opgericht en gefinancierd door ex-Beatle Paul McCartney. Lynch hoorde bij de eerste groep afgestudeerden van de school en mocht tevens samen met McCartney gitaar spelen. Later werkte hij nog samen met Beatles-producer George Martin in verscheidene studio's en raakte hij bevriend met Brian Eno (ex-Roxy Music en bekend producer).
Midden jaren 90 besloten Lynch en Crocco hun sokpoppen weer een kans te geven. In 1996 stuurden ze een aantal opnamen naar MTV Europe. Daar waren ze enthousiast en het tweetal kreeg een eigen programma. Ook de Amerikaanse tak van MTV nam de serie in juli 1998 over, waar hij twee seizoen draaide. Er waren nog plannen om een derde serie op het internet uit te brengen, maar dat ging niet meer door.
Het nieuwe millennium was echter geen bodemloze put voor Lynch. Een nummer van Sifl en Olly, United States of Whatever, werd steeds vaker gedraaid op de Amerikaanse radio en werd het meest aangevraagde nummer op de zender KROQ uit Los Angeles. In die periode was Lynch ook bezig met het uitbrengen van een cd met nummers van de sokpoppen en andere parodieën. In april 2003 werd het album Fake Songs zowel op cd als dvd uitgebracht. Daarnaast werd hij binnengehaald door de productiemaatschappij van Ben Stiller om een film met Tenacious D te maken. In 2006 regisseerde hij Tenacious D in the Pick of Destiny. Eerder had hij voor dat duo de clip van Tribute geregisseerd alsook de korte videoclips die te zien waren tijdens de concerttournee van Tenacious D. In 2014 regisseerde hij voor "Weird Al" Yankovic de clip First World Problems van het album Mandatory Fun.
- Biblioteca Nacional de España: XX5054045
- Bibliothèque nationale de France: cb145136423 (data)
- Gemeinsame Normdatei: 135323223
- International Standard Name Identifier: 0000 0001 1596 9760
- Library of Congress Control Number: no2003116599
- MusicBrainz: 6e987552-beba-4cc2-900d-ac01c7b4c964
- Nederlandse Thesaurus van Auteursnamen: 301910839
- SNAC: w6n90prz
- Système universitaire de documentation: 08082627X
- Virtual International Authority File: 12538873
- WorldCat: E39PBJh4vCPHGJdjTvFWVT9FKd